# بروکمونت (مریلند)
بروکمونت (به انگلیسی: Brookmont) شهری در ایالت مریلند کشور ایالات متحده آمریکا است که جمعیت آن در سرشماری سال ۲۰۱۰ میلادی، ۳٬۴۶۸ نفر بوده‌است.